# Гіберна
Гіберна — вид грошової повинності міщан у Великому князівстві Литовському, яку сплачувало населення міст на утримання армії взимку. Податок стягувався з державних селян, в той час як приватновласницькі селяни сплачували рейтарщину. За період з 1676 по 1775 військовий податок на території Князівства стягувався щорічно.

## Етимологія
Словом гіберна (лат. hibernare — зимувати, лат. hibernus — зимовий) спочатку називався зимовий обоз легіонів у Стародавньому Римі.
У Речі Посполитій гіберною називали податок за звільнення від квартирування армії. Повинність платилася на королівських і церковних землях. До 1649 гіберна стягувалася в натуральній формі.
В 1649–1652 роках натуральні виплати змінили грошові, які були спрямовані на утримання армії в зимовий час. В основу оцінки була покладена кількість землі.
Гіберну було скасовано Парламентом у 1775 році.